# Nandina
Nandina é um género botânico pertencente à família Berberidaceae.
A Nandina, também conhecida como avenca-japonesa, bambú-do-céu ou bambú-celeste, porém não tem nada a ver com o bambú. É um arbusto perene com folhagem muito ornamental, proveniente da China e do Japão. No inverno suas folhas adquirem um tom avermelhado. Na primavera-verão fica repleta de pequenas flores brancas que resultam em frutos vermelhos.  Alcança 2.0 m de altura.  Deve ser cultivada a pleno sol ou meia-sombra, podendo ser plantada em vasos, jardineiras ou romando maciços no jardim. Tolera baixas temperaturas.
- Commons
- Wikispecies

1. ↑  «Nandina — World Flora Online». www.worldfloraonline.org. Consultado em 19 de agosto de 2020